# Chiesa di Santa Maria dell'Orazione e Morte
La chiesa di Santa Maria dell'Orazione e Morte è un luogo di culto cattolico di Roma, nel rione Regola, situata in Via Giulia, tra l'arco Farnese e l'adiacente Palazzo Falconieri.

## Storia e opere

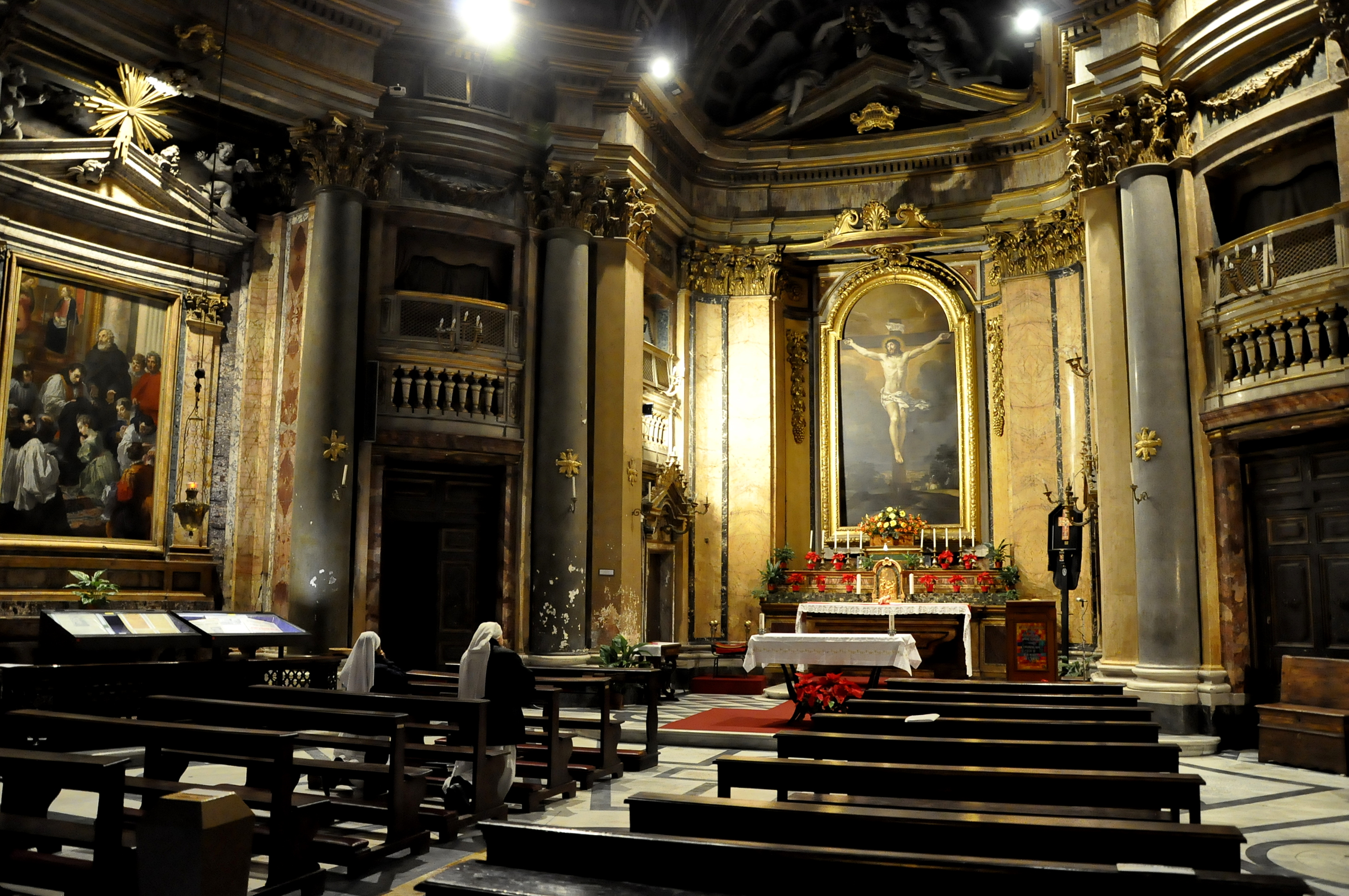
L'interno

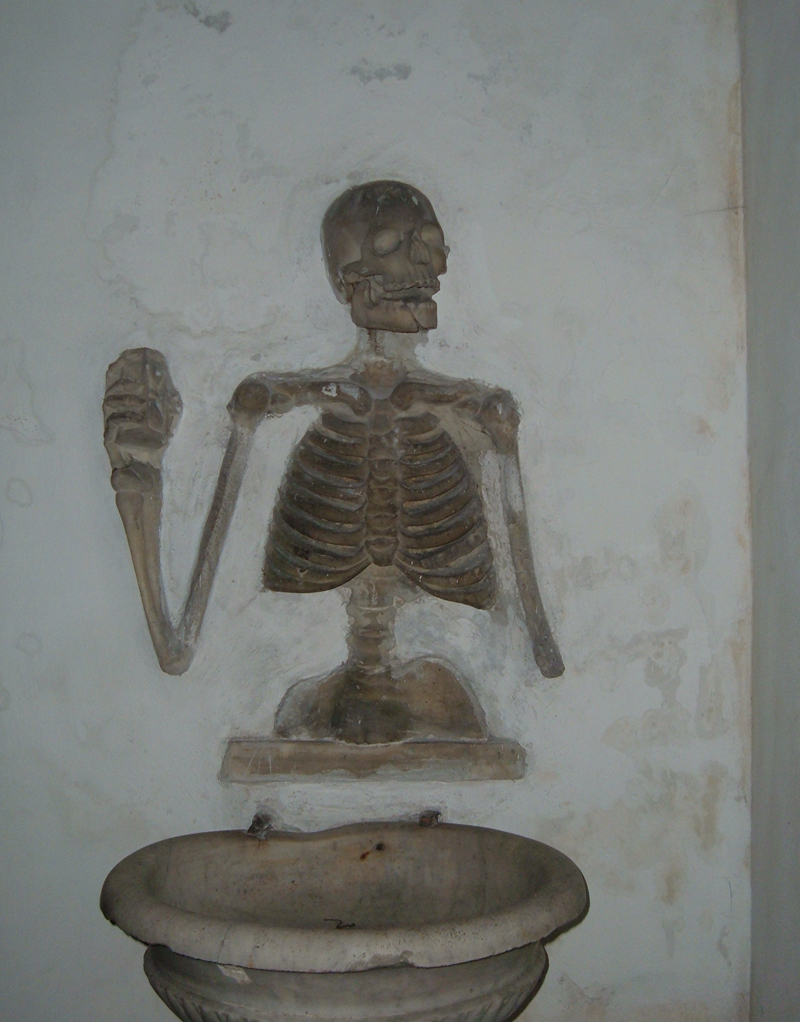
Acquasantiera nella cripta della chiesa

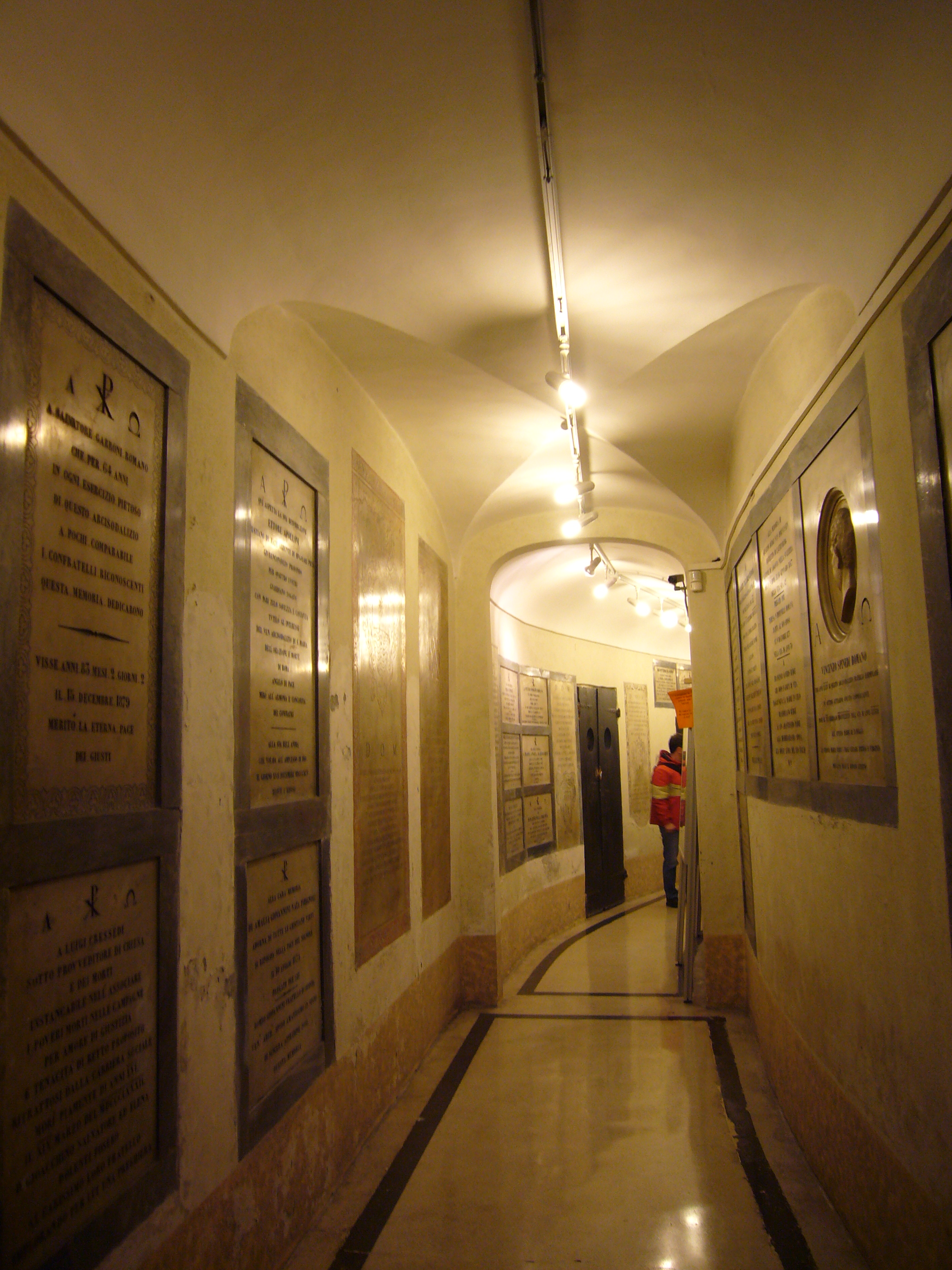
Coemeterium della confraternita

Questa chiesa fu eretta dalla confraternita omonima nel 1573 insieme all'oratorio annesso. Poiché era troppo angusta, fu riedificata nel 1737 da Ferdinando Fuga e consacrata sotto i titoli del SS. Crocifisso e della Beata Vergine da Cristoforo d'Almeida, arcivescovo di Perge, il 20 ottobre 1738.
L'Arciconfraternita dell'Orazione e Morte aveva come scopo quello di dare sepoltura ai morti, trovati in campagna o annegati nel Tevere, senza identità o comunque che non potevano ricevere degne esequie. Oltre alla chiesa, vennero costruiti anche un oratorio e un vasto cimitero, in parte sotterraneo ed in parte sulle rive del Tevere, cimitero che fu quasi completamente distrutto nel 1886 con la costruzione dei muraglioni del Tevere.
L'interno, a pianta ovale, presenta diverse opere notevoli; innumerevoli le decorazioni che rimandano alla vita post mortem. Ricordiamo:
- Sant'Antonio Abate e San Paolo di Tebe e San Simeone Stilita, affreschi distaccati di Giovanni Lanfranco;
- una copia del San Michele Arcangelo di Guido Reni;
- all'altar maggiore la Crocifissione di Ciro Ferri (1680 circa);
- Riposo in Egitto di Lorenzo Masucci (1750).

Ma soprattutto è da ricordare la cripta sotterranea, un tempo cimitero della confraternita dove furono inumate dal 1552 al 1896 più di 8000 salme. Oggi si presenta come un ossario, dove tutto (decorazioni, sculture e lampadari) è fatto con ossa e scheletri; nell'Ottocento serviva da scenografia per le sacre rappresentazioni che si avvalevano di statue di cera a grandezza naturale.
Così scrive l'Armellini:
(M. Armellini, Le chiese di Roma dal secolo IV al XIX, Roma 1891, p. 425)